# Martha Gularte
Fermina Gularte Bautista, conocida por su nombre artístico de Martha Gularte (Paso de los Novillos, Tacuarembó, 18 de junio de 1919 - Montevideo, 12 de agosto de 2002) fue una bailarina y vedette del carnaval uruguayo, considerada la más importante en su país. Se le atribuye haber sido la primera vedette del carnaval y quien decidió ponerse delante de la comparsa en los desfiles, algo habitual desde entonces. Siguió actuando hasta su vejez y mantuvo su fama intacta hasta su muerte, en 2002.  

## Biografía

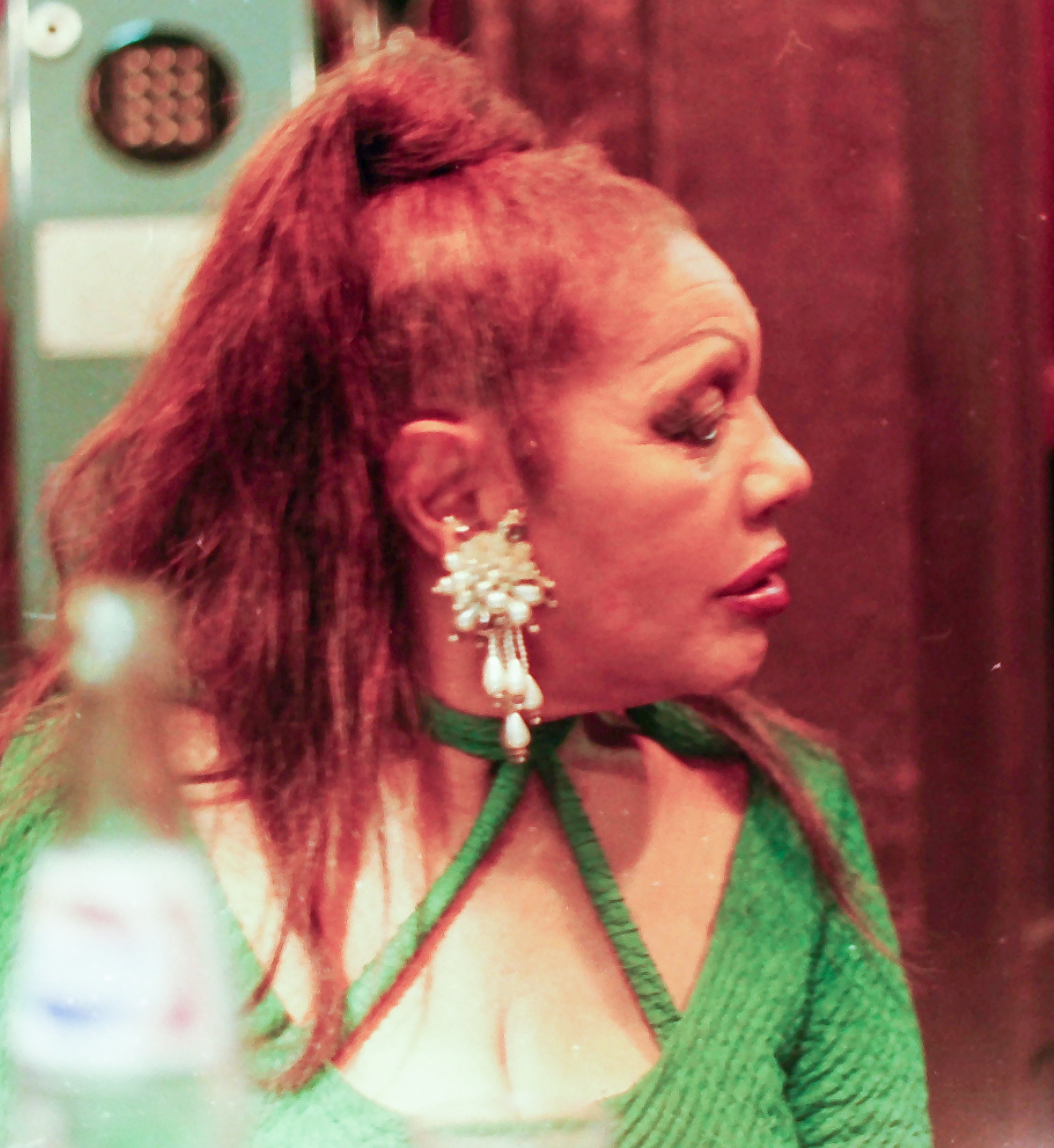
Imagen de Marta Gularte (de perfil).

Descendiente de negros esclavos brasileños, tuvo una infancia dura, criada en orfanatos. Vivió en el asilo Dámaso Antonio Larrañaga del barrio Palermo; en una ocasión, recibió una visita de la poetisa uruguaya, Juana de Ibarbourou: 

Alguien deslumbró mucho a aquella negrita niña del asilo. Y desde entonces nunca olvidó la seducción de la poesía y de la belleza de aquella mujer inalcanzable. Juana de Ibarbourou visitaba el asilo Dámaso Antonio Larrañaga. Integraba una comisión de beneficencia que colaboraba con las huérfanas. 

"La admiraba porque además de ser poetisa, era hermosa. Se ponía vestidos justos y cortos para la época. Usaba una melena, boinas verdes y zorros grises. Le comentaron en el asilo que escribía versos y me preguntó si iba a ser poetisa y yo le dije que no, que iba a ser bailarina. Ella se rió y desde entonces preguntaba por la bailarina". Ella también tuvo la suerte de casarse y vivir feliz.

Desde entonces escribir poesía es uno de sus mayores placeres y sus textos son fieles testimonios de su vida.

Empezó bailando charlestón y zapateo americano en cabarets montevideanos en los años treinta, dónde adquirió cierto reconocimiento en la escena artística.  
En 1949 debutó en el carnaval montevideano con la agrupación de José Antonio Lungo, Añoranzas Negras. A partir de allí, las comparsas de negros y lubolos incorporaron una nueva figura: la vedette, que además de impresionar por sus bailes, debía destacarse por su figura y sensualidad. Ese mismo año participó en la película Detective a contramano, protagonizada por Juan Carlos Mareco y Mirtha Torres.  
En los años cincuenta ya era ampliamente conocida como la vedette más importante del carnaval uruguayo. Durante las décadas de 1960 y 1970, fueron célebres las disputas con su rival Rosa Luna. Por esos años actuó en los escenarios de la avenida Corrientes de Buenos Aires, junto a José Marrone.
En 2001 formó  parte del elenco de la película En la puta vida de Beatriz Flores Silva.
Desde la casa de la calle Curuguatí, en el corazón del Barrio Sur, ejerció hasta su muerte en 2002, un auténtico reinado en la comunidad afrouruguaya.
Gularte también publicó varios libros de poesía y una biografía. 
Recibió un reconocimiento por parte la Cámara de Senadores del Uruguay en 2015 por el cual la Escuela Rural N.º 22 de Paso de los Novillos del departamento de Tacuarembó lleva su nombre.

## Escritora y poeta
Editó en los años noventa dos obras, una autobiografía Con el alma y el corazón y un libro inspirado en textos bíblicos El barquero del Río Jordán: Canto a la Biblia.